# Dasylobus rondaensis
Dasylobus rondaensis is een hooiwagen uit de familie echte hooiwagens (Phalangiidae).